# Boscos tropicals i subtropicals de coníferes
 Boscos tropicals i subtropicals de coníferes és un bioma terrestre. Es troba en regions de clima subhumit a les latituds tropicals i subtropicals. La majoria de les ecoregions de boscos de coníferes tropicls i subtropicals es troben a l'ecozones Neàrtica i Neotropicals, des de Mèxic a Nicaragua i a les Grans Antilles, Bahames, i Bermuda. Altres ecoregions de boscos tropicals i subtropicals de coníferes es troben a Àsia.

## Ecoregions de boscos tropicals i subtropicals de coníferes
- Indomalaia
- Neotropical
- Neàrtica
- Austropacífica